# Pasquino Borghi
Pasquino Borghi Albertario (Bibbiano, 26 ottobre 1903 – Reggio Emilia, 30 gennaio 1944) è stato un presbitero, missionario e partigiano italiano, medaglia d'oro al valor militare.

## Biografia
Di umili origini – nacque in una famiglia di mezzadri - entrò nel seminario di Marola a 12 anni e proseguì gli studi nel liceo del seminario di Albinea. Tra il 1923 e il 1924 prestò servizio militare, e alla fine della leva senti la vocazione di diventare missionario, scegliendo di entrare nell'istituto Benedetto XV di Venegono Superiore in provincia di Varese, della congregazione religiosa comboniana. Nel 1929 pronunciò i voti perpetui e venne ordinato sacerdote, nel 1930 partì per la missione comboniana nel Sudan anglo-egiziano. Rientrato per motivi di salute, nel 1938 entrò nella Certosa di Farneta (Lucca), dove prese i voti di certosino. Nel 1939 tornò alla vita sacerdotale per aiutare la madre, vedova e in povertà. Curato nella parrocchia di Canolo di Correggio (RE), fu nominato parroco di Coriano Tapignola nell'agosto del 1943.
Dopo l'8 settembre iniziò ad accogliere i militari sbandati e sostenne la prima banda partigiana italiana, quella dei fratelli Cervi. Partigiano lui stesso con il nome di "Albertario", collaborò attivamente con don Domenico Orlandini (nome di battaglia "don Carlo") il quale diede vita ad alcune formazioni delle Fiamme Verdi, nella zona di Reggio. Fu arrestato dai militari della GNR il 21 gennaio 1944, per aver dato ospitalità a dei partigiani che avevano poi sparato contro carabinieri e militi fascisti. Don Borghi, secondo un resoconto di polizia "affermò poi di aver concesso loro ospitalità per obbedire alla regola cristiana di dare ospitalità a chiunque, senza però che egli si sia reso conto della responsabilità che inevitabilmente gli sarebbero state attribuite, per avere contravvenuto a precise disposizioni di guerra". Incarcerato a Scandiano prima e a Reggio Emilia poi.
Nel frattempo, le uccisioni del militare della GNR Luigi Maccaferri da parte dei gappisti il 10 gennaio aveva già provocato l'anticipazione del coprifuoco alle ore 20 e la minaccia di condanna a morte per tutti coloro che fossero stati trovati in "possesso abusivo di armi" e un'ulteriore anticipazione alle 17.30 del coprifuoco seguì dopo l'omicidio del tenente dell'esercito repubblicano Luciano Loldi il 17 gennaio.
La morte del milite Gino Orlandi il 18 gennaio in una sparatoria avvenuta a Ligonchio e del caposquadra della GNR Angelo Ferretti in un attentato gappista mentre transitava in bicicletta quando già don Pasquino si trovava incarcerato provocò la decisione del capo della provincia, Enzo Savorgnan di convocare il Tribunale speciale. Dopo la prima uccisione avvenuta a Cavriago del colonnello Giovanni Fagiani della MVSN il 14 dicembre 1943 era stata divulgata in città la minaccia di ricorrere alla rappresaglia in caso di uccisioni di altri fascisti.
Del tribunale facevano parte Francesco Panitteri e Armando Dottone che condannarono alla fucilazione il 30 gennaio, don Borghi insieme ad altri otto partigiani, dei quali uno era l'anarchico Enrico Zambonini e tre erano disertori della GNR. Il 30 gennaio il giornale della federazione Il solco fascista commentò "A seguito delle proditorie uccisioni di Militari della GNR e dell'esercito repubblicano verificatesi in questi ultimi giorni, si è riunito, nella giornata del 29 corrente, il Tribunale speciale di Reggio nell'Emilia che ha giudicato e condannato alla pena capitale nove persone risultate colpevoli dei delitti di favoreggiamento di bande armate ribelli e di prigionieri nemici, di sovversismo e incitamento alla rivolta e alla guerra civile. La sentenza è stata eseguita stamane all'alba.". 
Ucciso Savorgnan dai partigiani a Varese e caduto in combattimento il segretario federale Armando Wender, nel dicembre 1946 presso la Corte di Assise Straordinaria di Reggio furono processati in contumacia Panitteri e Armando Dottone, membri superstiti del "tribunale" che aveva decretato la condanna a morte di don Borghi e degli altri otto antifascisti. Furono condannati a 24 anni di reclusione. Amnistiati nell'aprile 1948.
I resti di don Pasquino Borghi riposano nel cimitero monumentale di Reggio nell'Emilia.

## Onorificenze
Il 7 gennaio 1947 il capo provvisorio della Repubblica italiana, Enrico De Nicola, gli conferì la medaglia d'oro al valor militare alla memoria.